# EuroAszfalt Építő és Szolgáltató Kft.
Az EuroAszfalt Építő és Szolgáltató Kft. út- és autópálya-építő vállalkozás. Az EuroAszfalt tulajdonosa Dunai György.
A vállalkozás főtevékenysége az út- és autópálya építések kivitelezése. Emellett öntött aszfalt-beépítést, illetve aszfalt- és betonkeverék-gyártást végez.

## Történelme
A vállalkozás 2003. szeptember 30-án alapult a Dunai György tulajdonában lévő Betonút Zrt. leányvállalataként.
2005. január 1-től az Euroaszfaltnak MSZ EN ISO 9001:2001 Minőségirányítási és MSZ EN ISO 14001:1997 Környezetközpontú Irányítási rendszerek szerint tanúsítva van.
2014-ben az Euroaszfalt és a Colas Alterra nyerte a siófoki szennyvíztelep megépítésére kiírt tendert.
Az EuroAszfalt Építő és Szolgáltató Kft. és a Colas Út Kft. végezte a 6212-es út útépítési munkálatát.